# Окружности Джонсона

Теорема Джонсона утверждает, что если три синие окружности на рисунке имеют один и тот же радиус и все три проходят через точку H, то получающаяся красная окружность имеет тот же радиус, что и синие окружности. Зелёный треугольник ΔJ_{A}J_{B}J_{C} является тогда треугольником Джонсона чёрного треугольника ΔABC и имеет описанную окружность (оранжевая) радиуса r.

Набор окружностей Джонсона состоит из трёх окружностей одинакового радиуса r, имеющих одну общую точку пересечения H. В такой конфигурации окружности обычно имеют четыре точки пересечения (точки, через которые проходят по меньшей мере две окружности) — это общая точка пересечения H, через которую проходят все три окружности, и по дополнительной точке для каждой пары окружностей (будем о них говорить как о попарных пересечениях). Если любые две окружности не пересекаются (а только лишь касаются) они имеют лишь одну общую точку — H, и в этом случае считается, что H является и их попарной точкой пересечения также. Если же окружности совпадают, принимается за попарную точку пересечения точка, диаметрально противоположная точке H. Три точки попарных пересечений окружностей Джонсона образуют опорный треугольник Δ ABC фигуры. Конфигурация названа именем Роджера Артура Джонсона.

## Замечание
Если исходный опорный треугольник ABC остроугольный и заранее задан, то в силу теоремы Гамильтона три его окружности Джонсона одинаковых радиусов являются просто тремя описанными окружностями трех треугольников Гамильтона, имеющими в качестве двух вершин две вершины данного опорного треугольника ABC, а в качестве третьей вершины ортоцентр H опорного треугольника.

## Свойства

Антикомплементарная окружность (красная, радиус 2R) треугольника ΔABC касается трёх окружностей Джонсона, и центры окружностей лежат на отрезках (оранжевые), соединяющих общую точку пересечения H и точки касания. Точки касания образуют антикомплементарный треугольник, ΔP_{A}P_{B}P_{C} (зелёный).

1. Центры окружностей Джонсона лежат на окружности того же радиуса R, что и окружности Джонсона, и эта окружность имеет центром точку H. Сами же центры окружностей формируют треугольник Джонсона ΔJAJBJC.
2. Окружность радиуса 2R с центром в точке H, известная как антикомплементарная окружность, касается всех трёх окружностей Джонсона (R - радиус описанной окружности треугольника ABC ). Три точки касания являются отражениями точки H относительно вершин треугольника Джонсона.
3. Точки касания окружностей Джонсона и антикомплементарной окружности образуют треугольник, носящий название «антикомплементарный треугольник» или «антидополнительный треугольник» опорного (исходного) треугольника ABC. Этот треугольник подобен треугольнику Джонсона и гомотетичен ему с множителем 2 и центром подобия H.
4. Теорема Джонсона: Точки попарных пересечений окружностей Джонсона (вершины треугольника ABC) лежат на окружности того же радиуса R, что и окружности Джонсона. Это свойство хорошо известно в Румынии как задача пяти монет Георге Цицейки.
5. Опорный треугольник равен треугольнику Джонсона и гомотетичен ему с множителем −1. То есть треугольник Джонсона переходит в опорный треугольник поворотом одного из них на угол 180 градусов относительно их центра подобия.
6. Точка H является ортоцентром опорного треугольника и центром описанной окружности треугольника Джонсона.
7. Центр подобия треугольника Джонсона и опорного треугольника является их общим центром девяти точек. То есть треугольник Джонсона и опорный треугольник имеют общую окружность девяти точек.
8. Замечание. Вершины треугольника Джонсона обозначены через JA, JB и JC, то есть также, как и центры вневписанных окружностей опорного треугольника. Они таковыми не являются. В силу теоремы о трезубце для центра {\displaystyle J_{B}} вневписанной окружности, касающейся стороны {\displaystyle AC}, имеем {\displaystyle |DI|=|DA|=|DC|=|DJ_{B}|}, где  {\displaystyle I} центр вписанной окружности опорного треугольника, {\displaystyle D} — точка пересечения биссектрисы угла {\displaystyle A} с описанной окружностью треугольника {\displaystyle ABC}. У нас выполняется аналогичное соотношение {\displaystyle |J_{A}H|=|J_{A}C|=|J_{A}B|=|J_{A}P_{A}|}. Однако точка {\displaystyle J_{A}} не лежит на описанной окружности треугольника  {\displaystyle ABC} (то есть не является аналогом точки {\displaystyle D}), а ортоцентр {\displaystyle H} не является  центром {\displaystyle I} вписанной окружности опорного треугольника.

## Замечание
H — ортоцентр треугольника ABC (тогда в силу теоремы Гамильтона радиусы окружностей Джонсона равны).
O — центр описанной окружности треугольника ABC.
Как и теорема Гамильтона, теорема Джонсона имеет смысл только для остроугольных треугольников.
Точки JA, JB и JC обозначены по первой букве фамилии Johnson, и не являются центрами вневписанных окружностей треугольника ABC, которые обозначаются аналогичными буквами.

## Доказательства
Свойство 1 очевидно из определения.
Свойство 2 также понятно — для любой окружности радиуса r и любой точки P на ней окружность с радиусом 2r и центром в P касается окружности в точке, противоположной точке P. В частности, это верно и для P=H, где окружность радиуса 2r—  антикомплементарная окружность C.
Свойство 3 немедленно следует из определения подобия.
Для свойств 4 и 5 сначала заметим, что любые две окружности Джонсона из трёх симметричны относительно прямой, проходящей через точку H и точку попарных пересечений этих окружностей (или относительно общей касательной в H, если эти точки совпадают) и эта симметрия обменивает местами две вершины антикомплементарного треугольника, лежащих на этих окружностях. Таким образом, попарные точки пересечения являются серединами антикомплементарного треугольника, и H лежит на перпендикуляре к середине этой стороны. Средние точки сторон любого треугольника являются образами вершин треугольника при гомотетии с множителем  −½ и центром, совпадающим с  центром тяжести треугольника. Применяя это свойство к антикомплементарному треугольнику, который сам получается из треугольника Джонсона гомотетией с множителем  2, из композиции гомотетий получим, что опорный треугольник подобен треугольнику Джонсона с множителем −1. Поскольку такая гомотетия является конгруэнтностью, это даёт свойство 5, а также доказывает теорему Джонсона, поскольку равные треугольники имеют равные радиусы описанных окружностей.
Свойство 6. Уже установлено, что перпендикуляры к серединам сторон антикомплементарного треугольника проходят через точку H. Вследствие того, что эти стороны параллельны сторонам опорного треугольника, эти перпендикуляры являются также высотами опорного треугольника.
Свойство 7 немедленно следует из свойства 6, поскольку центр подобия с множителем -1 должен лежать посередине между центром описанной окружности O опорного треугольника и точкой H. Точка H является ортоцентром опорного треугольника и его центр девяти точек, как известно, является этой серединой. Ввиду центральной симметрии, отображающей ортоцентр опорного треугольника в ортоцентр треугольника Джонсона, центр подобия является также центром девяти точек треугольника Джонсона.
Имеется также алгебраическое доказательство теоремы окружностей Джонсона, использующее простые векторные формулы. Имеются вектора {\displaystyle {\vec {u}}},  {\displaystyle {\vec {v}}} и {\displaystyle {\vec {w}}}, все длины r, и окружности Джонсона имеют центры в точках {\displaystyle H+{\vec {u}}}, {\displaystyle H+{\vec {v}}} и {\displaystyle H+{\vec {w}}} соответственно. Тогда попарными пересечениями будут {\displaystyle H+{\vec {u}}+{\vec {v}}}, {\displaystyle H+{\vec {u}}+{\vec {w}}} и {\displaystyle H+{\vec {v}}+{\vec {w}}} соответственно, и ясно, что точка {\displaystyle H+{\vec {u}}+{\vec {v}}+{\vec {w}}} имеет расстояние r до любой попарной точки пересечения.

## Дальнейшие свойства
Три окружности Джонсона можно рассматривать как отражения описанной вокруг опорного треугольника окружности относительно его трёх сторон. Более того, при отражении ортоцентр H переходит в три точки на описанной вокруг опорного треугольника окружности, формируя вершины ортокругового треугольника, центр описанной окружности  O отображается в вершины треугольника Джонсона, а его прямая Эйлера (прямая, проходящая через O, N и H) образует три прямых, пересекающихся в точке X(110).

Описанный эллипс Джонсона

Треугольник Джонсона и его опорный треугольник имеют совпадающие центры девяти точек, ту же самую прямую Эйлера и те же самые окружности девяти точек. Шесть точек — вершины опорного треугольника и вершины его треугольника Джонсона —  лежат на эллипсе Джонсона, имеющем центр в центре девяти точек и точка X(216) опорного треугольника является его точкой перспективы. Описанный эллипс и описанная окружность имеют четыре общие точки — три вершины опорного треугольника и точку X(110).
И, наконец, существуют две интересные и описанные в литературе кубические кривые, проходящие через вершины опорного треугольника и его треугольника Джонсона, а также через центр описанной окружности, ортоцентр и центр девяти окружностей. Первая кривая известна как кривая Муссельмана  — K026. Эта кривая проходит также через вершины срединного треугольника и срединного треугольника треугольника Джонсона. Вторая кривая известна как  кривая центров Эйлера — K044. Эта кривая также проходит через шесть точек — основания высот и основания высот треугольника Джонсона.
Обозначение точки X(i) принадлежит классификации Кларка Кимберлинга (Clark Kimberling) в энциклопедии точек треугольника.